# パイプドリーム
『パイプドリーム』（Pipe Dream）は、The Assembly Lineによって開発され、1989年に欧州で『Pipe Mania』のタイトルでAmiga、Atari ST、PC/AT互換機用として発売されたパズルゲーム。また、北米においてはルーカスアーツから発売されており、その際にタイトルが『Pipe Dream』に改められた。
経路思考型のパズルゲームの1種であり、プレーヤーは多様な形状のパイプを順に接続してゆく事を目的としている。
英単語の"Pipe Dream"には「絵空言」「突飛な夢」「夢物語」といった意味がある。
1990年に欧州で各種ホビーパソコンに移植された他、北米ではApple II、Macintosh、NESに移植された。日本国内では1990年にゲームボーイ、アーケード、1991年にPC-9801、PC-8801、1992年にスーパーファミコン、X68000に移植された。
後に北米ではWindows 3.x用ソフト『Microsoft Entertainment Pack 2』（1991年）に収録された他、欧州および北米、日本でPlayStation用ソフト『パイプドリーム3D』（2001年）として発売された。
また、2009年11月5日には、リメイク版であるニンテンドーDS用ソフト『つなげて!パイプマニア』がクリエイティヴ・コアから発売された。

## 概要
パイプドリームと同様、または元となったと考えられるゲームに「パイプマニア」（Pipe Mania）がある。パイプマニアは、当初は1989年にAmiga用として"The Assembly Line"社によって作られ、その後、ルーカスアーツ社によって"Pipe Dream"という名称に直されたものが"LucasFilm Games"レーベルとして、他の多くの機種向けとして作られ、LFG社からアメリカ合衆国国内向けに販売された。アーケードゲーム版は日本のビデオシステムが開発し、日本国内ではナムコが販売を担当した。
Windows向けのものは、MS Windows Entertainment Packに含まれていた。

## ゲーム内容
正方形のパイプのブロックをつなげて、水道管をなるべく長くつなげていくのがこのゲームの目的。終着地点を示す「Eパイプ」のあるステージでは「DIST」の値だけではなく、水道管をEパイプで終わるようにつなげていかないとクリアにならない。条件を満たさない状態で排水される水が行き場を失うとゲームオーバーになる。

## 移植版
| No. | タイトル                       | 発売日                                     | 対応機種                                                                       | 開発元                             | 発売元             | メディア                                      | 型式                              | 備考                           |
| --- | ------------------------------ | ------------------------------------------ | ------------------------------------------------------------------------------ | ---------------------------------- | ------------------ | --------------------------------------------- | --------------------------------- | ------------------------------ |
| 1   | Pipe Mania                     | 1990年                                     | Acorn Archimedes Acorn Electron Amstrad CPC BBC Micro コモドール64 ZX Spectrum | The Assembly Line                  | Empire Software    | フロッピーディスク                            | -                                 |                                |
| 2   | Pipe Dream                     | 1990年                                     | Apple II Apple IIgs Macintosh                                                  | Visual Concepts                    | ルーカスアーツ     | フロッピーディスク                            | -                                 |                                |
| 3   | パイプドリーム                 | 1990年7月3日 1990年9月                     | ゲームボーイ NES                                                               | GB:トーセ NES:Distinctive Software | ビーピーエス       | GB:320キロビットロムカセット NES:ロムカセット | GB: DMG-PDA DMG-PD-USA NES:NES-4P | 日本ではゲームボーイ版のみ発売 |
| 4   | パイプドリーム                 | 1990年10月                                 | アーケード                                                                     | ビデオシステム                     | ビデオシステム     | 業務用基板                                    | -                                 |                                |
| 5   | パイプドリーム                 | 1991年9月20日                              | PC-9801                                                                        | ビーピーエス                       | ビーピーエス       | フロッピーディスク                            | -                                 |                                |
| 6   | パイプドリーム                 | 1991年10月                                 | PC-8801                                                                        | ビーピーエス                       | ビーピーエス       | フロッピーディスク                            | -                                 |                                |
| 7   | Microsoft Entertainment Pack 2 | 1991年                                     | Windows 3.x                                                                    | マイクロソフト                     | マイクロソフト     | フロッピーディスク                            | -                                 |                                |
| 8   | パイプドリーム                 | 1992年8月7日                               | スーパーファミコン                                                             | ビーピーエス トーセ                | ビーピーエス       | 4メガビットロムカセット                       | SHVC-PP                           |                                |
| 9   | パイプドリーム                 | 1992年11月13日                             | X68000                                                                         | ビーピーエス                       | ビーピーエス       | フロッピーディスク                            | -                                 |                                |
| 10  | パイプドリーム3D               | 2001年3月30日 2001年10月23日 2002年6月13日 | PlayStation                                                                    | Sick Puppies Studio                | Empire Interactive | CD-ROM                                        | SLES-03400 SLUS-01409 SLPM-87045  |                                |

ゲームボーイ版
- 1990年7月3日発売、発売元はBPS[5]。全36ステージで、最後のパスワードコンテニューはステージ28．Eパイプの出現しない序盤ステージはそれほど難しくはなく「初見でも10ステージくらいはクリアできるだろう」という、ゲーム関連書籍で述べられた感想もある。難易度によって次に配られるパイプの数や水の流速が決まっている[5]。

## スタッフ
Amiga、Atari ST版
- デザイン：The Assembly Line、アキラ・レッドマー、ステファン・L・バトラー
- Amiga、Atari STバージョン：ジョン・デール、マーティン・デイ
- アートワーク：ゲイリー・ウィニック、マーク・J・フェラーリ、スティーヴ・パーセル、マイク・エバート、エリック・ジョンストン
- 音楽：ジョン・デール
- 文書デザイン、組版：アンソニー・J・ボンド・ジュニア

PC/AT互換機版
- IBMバージョン：ピーター・リンクロフト
- ルーカスフィルム対応：アキラ・レッドマー、ステファン・L・バトラー
- デザイン、プログラム：The Assembly Line、アキラ・レッドマー、ステファン・L・バトラー
- アートワーク：ゲイリー・ウィニック、マーク・J・フェラーリ、スティーヴ・パーセル、マイク・エバート、エリック・ジョンストン
- 音楽：ジョン・デール
- 文書デザイン、組版：アンソニー・J・ボンド・ジュニア
- プロジェクト・プロデュース：ステファン・L・バトラー
- ルーカスフィルムゲームズ・V.P、ゼネラル・マネージャー：スティーヴ・アーノルド
- 開発ディレクター：アキラ・レッドマー
- カバー・アート：スティーヴ・パーセル
- パッケージ・デザイン：Terri Soo Hoo
- スペシャル・サンクス：ジョージ・ルーカス

ゲームボーイ版
- BPS、ルーカスフィルム対応：ヘンク・ブラウアー・ロジャース、アキラ・レッドマー
- タイトル音楽：ジョン・デール
- スペシャル・サンクス：リンダ・バルダウフ、アレクセイ・パジトノフ、ボブ・ラザフォード、スコット津村、ミッシェル・ペイン

アーケード版
- ゲーム・プログラミング：YOU-CHAN、AIZ!、R.TAKANO
- グラフィック・デザイン：ふかいまり、SUNSHINE、きぬもとゆうこ、YUKATARO、中村晋介、のなみあきひと、HYOUE OGAWA、SUKA
- 効果音：奥田健司
- 音楽：板村直樹
- スペシャル・サンクス：本田忠嗣、WIND D.、はしもとひろみ、H.HONDA、NORI NORI、CAPPY.P
- ディレクター：にわじゅんいち
- プロジェクト・リーダー：ひのひかり

PC-9801、PC-8801版
- エグゼクティブ・プロデューサー：名越康晃
- プロデューサー：小林章
- ディレクター：飯塚信人
- アート・ディレクター：ハンス・ヤンセン
- ゲーム・デザイナー：飯塚信人
- アシスタント・デザイナー：やまだしょうたろう
- プログラマー：たかぎやすお(PC-9801)、こんどうともお(PC-8801)
- グラフィック・デザイン：小林多加志(PC-9801)、月岡武史(PC-8801)
- 音楽：鈴木弘司、せとはるこ
- サウンド・プログラマー：かばさわたかひさ
- 原稿：飯塚信人

スーパーファミコン版
- プロデューサー：名越康晃
- ディレクター：小栗真一
- 品質保証マネージャー：南都俊一
- プログラマー：みなみちとおる、つださぶろう、とばじろう
- デザイナー：しげむらふじへい、くろだやはちろう
- 音楽：すいどうゆめお
- コーディネーター：らくすいたろう

## 評価
ゲームボーイ版
ゲーム誌『ファミコン通信』の「クロスレビュー」では合計23点となっている、『ファミリーコンピュータMagazine』の読者投票による「ゲーム通信簿」での評価は以下の通りとなっており、15.87点（満30点）となっている。
| 項目 | キャラクタ | 音楽 | 操作性 | 熱中度 | お買得度 | オリジナリティ | 総合  |
| 得点 | 2.53       | 2.63 | 2.50   | 2.75   | 2.69     | 2.77           | 15.87 |

スーパーファミコン版
ゲーム誌『ファミコン通信』の「クロスレビュー」では、5・7・7・5の合計24点（満40点）、『ファミリーコンピュータMagazine』の読者投票による「ゲーム通信簿」での評価は以下の通りとなっており、19.35点（満30点）となっている。この得点はスーパーファミコン全ソフトの中で237位（323本中、1993年時点）となっている。
| 項目 | キャラクタ | 音楽 | 操作性 | 熱中度 | お買得度 | オリジナリティ | 総合  |
| 得点 | 3.36       | 3.14 | 3.11   | 3.32   | 3.29     | 3.14           | 19.35 |